# Galt Arena Gardens
Galt Arena Gardens je najstarejša še aktivna športna dvorana v Ontariu. Gradili so jo leta 1921 in jo odprli januarja 1922. Dvorana se nahaja v mestu Galt, ki je danes del Cambridga, Ontario. Eden od najznamenitejših elementov je njeno impresivno sprednje pročelje.
Dvorano so v zgodovini uporabljali več ali manj za hokej na ledu. V njej so domače tekme igrala štiri različna OHA moštva iz Galta: Galt Canadians, Galt Red Wings, Galt Rockets in Galt Black Hawks.